# Hency Martínez Vargas
Hency Martínez Vargas (n. Málaga, Departamento de Santander, Colombia, 24 de febrero de 1958) es un obispo católico, profesor y teólogo colombiano.
Ordenado sacerdote en el año 1985, ha ejercido su pastorado en la arquidiócesis de Bucaramanga y en la diócesis de Málaga-Soatá.
Actualmente, el día 13 de enero de 2019 ha sido nombrado por el Papa Francisco como nuevo obispo de La Dorada-Guaduas Y el 21 de marzo de 2019, recibió la ordenación Episcopal en la Catedral Inmaculada Concepción de Málaga Santander, en ceremonia presidida por Monseñor Luis Mariano Montemayor, Nuncio Apostólico en Colombia.

## Biografía

### Formación
Nacido el día 24 de febrero de 1958 en la ciudad colombiana de Málaga, que está situada en el Departamento de Santander.
Sus padres son Ciro Antonio Martínez y Anafael Vargas (ambos ya fallecidos). Después de obtener el Bachillerato en el Colegio Nacional Custodio García Rovira de su ciudad, decidió ingresar en el Seminario Mayor Arquidiocesano de Bucaramanga, en el cual realizó sus estudios filosóficos y teológicos.
En 1992 fue enviado a Italia para continuar con sus estudios superiores, donde en 1994 pudo obtener una Licenciatura en Teología Dogmática por la Pontificia Universidad Gregoriana de Roma.

### Sacerdocio
El 10 de junio de 1985, fue ordenado sacerdote para la arquidiócesis de Bucaramanga, por el entonces Arzobispo, Héctor Rueda Hernández. Tras su ordenación ocupó los cargos de vicario parroquial en la Basílica Menor San Juan Bautista de San Juan de Girón y en la Parroquia San Laureano de Bucaramanga.
Dos años más tarde se unió a la diócesis de Málaga-Soatá, que fue creada precisamente en aquel día 7 de julio de 1987 y cuyo primer obispo fue monseñor Hernán Giraldo Jaramillo. 
Dentro de esta diócesis ejerció de párroco en la Parroquia San Claudio Obispo de Macaravita desde 1987 a 1989, fue Canciller Diocesano desde 1988 a 1992 y Director Diocesano de Catequesis y encargado del Centro de Animación Pastoral
Santísima Trinidad desde 1990 a 1992. 
Asimismo, durante estos años realizó un curso de medios de comunicación en el Instituto Teológico Pastoral para América Latina (ITEPAL) de Bogotá.
Cuando regresó a Colombia, se convirtió en el Fundador y primer Párroco de la Santísima Trinidad en Málaga.
Luego de manera sucesiva fue ocupando numerosos cargos pastorales, siendo Delegado de Documentos y Director de Catequesis desde 1996 a 1999, Formador del Seminario Mayor Arquidiocesano de Bucaramanga desde 1999 a 2002, en 2003 estuvo sirviendo en la Parroquia de San Juan de Girón, desde 2004 a 2008 fue párroco de la Catedral Inmaculada Concepción en Málaga, desde 2009 a 2014 fue rector del Seminario Mayor Hispano Misionero en San José de Miranda y hasta día de hoy ha sido miembro del Colegio de Consultores, párroco de la Concatedral de Soatá y vicario general de la diócesis.

## Episcopado

### Obispo de La Dorada-Guaduas
El Papa Francisco lo ha nombrado como nuevo obispo de la diócesis de La Dorada-Guaduas, situada en el Departamento de Caldas. Sucederá a "Monseñor" Óscar Aníbal Salazar Gómez que presentó su renuncia al papa tras haber llegado al límite de edad. 
Ordenado Obispo el día 21 de marzo de 2019 por manos del nuncio apostólico Mariano Montemayor. La ceremonia tuvo lugar en la Catedral Inmaculada Concepción de Málaga (Santander).